# Bessów

Nieoficjalny herb wsi Bessów

Bessów – wieś w Polsce położona w województwie małopolskim, w powiecie bocheńskim, w gminie Bochnia. Znajduje się na równinie Podgórza Bocheńskiego, między rzekami Raba i Gróbka.
W latach 1975–1998 miejscowość administracyjnie należała do województwa tarnowskiego.

## Historia
Tereny obecnego Bessowa były penetrowane III wieku n.e., o czym świadczą odkryte na terenie wsi narzędzia oraz ceramika, datowane na ten okres. Następne ślady osadnictwa pochodzą z IV i V wieku, w tym również dymarki. Pierwsza pisana wzmianka pochodzi z 1382 roku. Najczęściej wymieniana jako Bezów, część klucza cerekiewskiego, przysiółek Cerekwi. Dopiero źródła XIX-wieczne wymieniają Bezów jako wieś. Z tego okresu pochodzi też odnaleziona w archiwum miejskim w Bochni pieczęć, na podstawie której opracowano herb Bessowa.
W latach 70. i 80. XX wieku dokonano w Bessowie licznych odkryć archeologicznych.